# GMC Sierra
GMC Sierra — повнорозмірний пікап, що випускається компанією GMC з 1998 року, який замінив GMC C/K.
Офіційних продажів GMC Sierra в Україні не було і не планується.

## Перше покоління GMT400 (1988—1998)

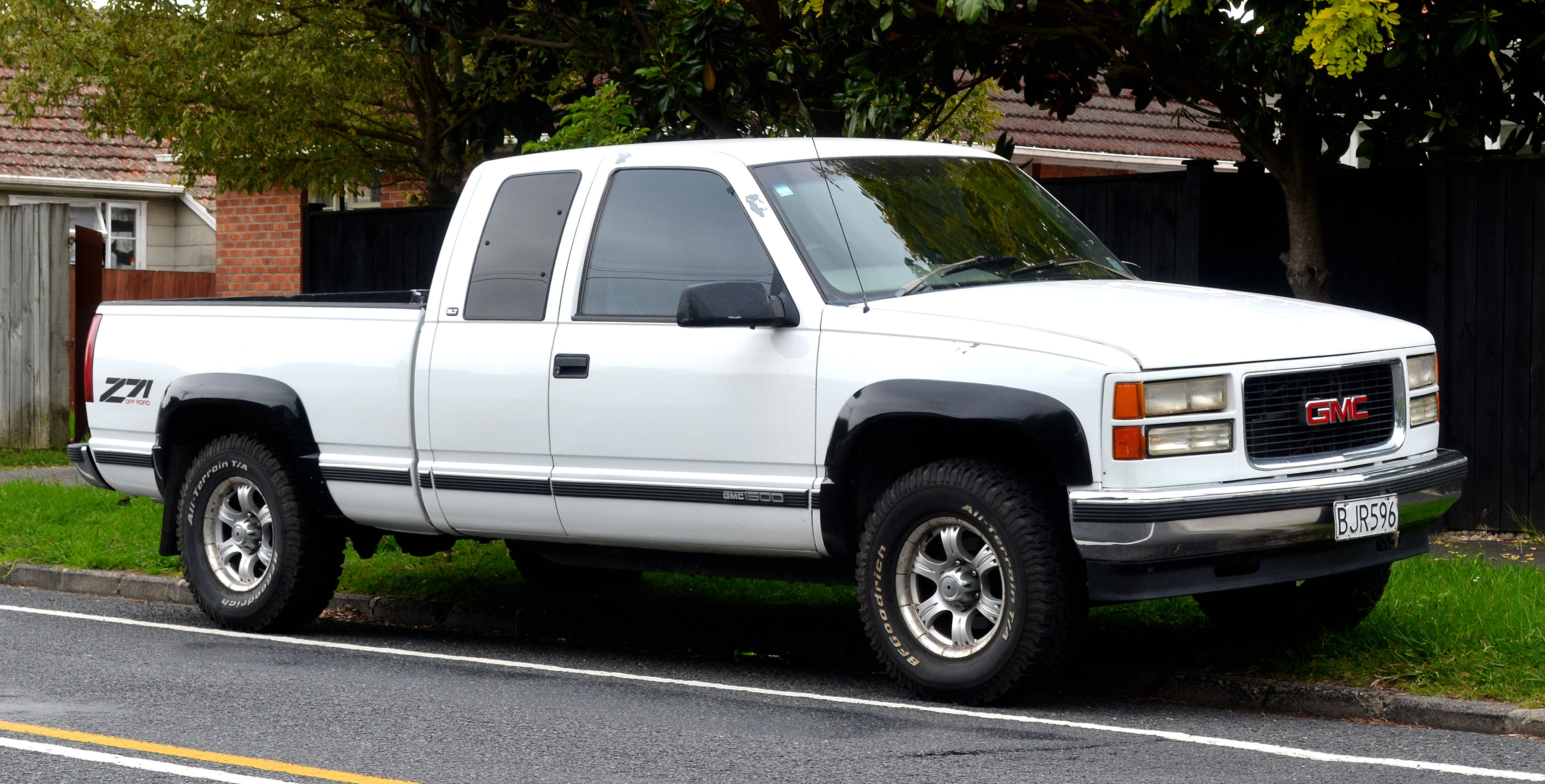
1988-1998 GMC Sierra

GMC Sierra першого покоління являло собою дорогу версію виконання GMC C/K.

## Друге покоління GMT800 (1998—2006)

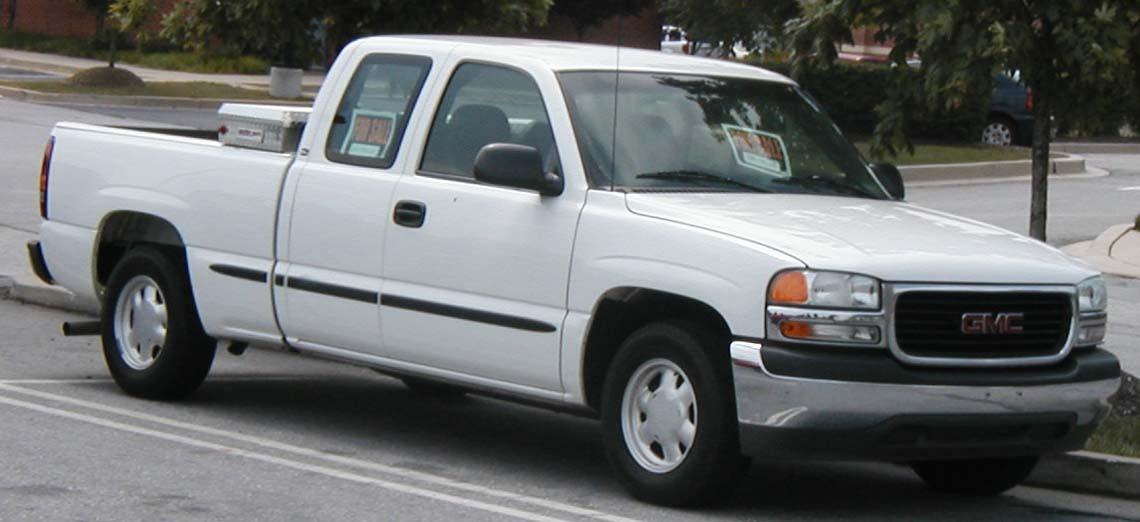
1998-2002 GMC Sierra Extended Cab

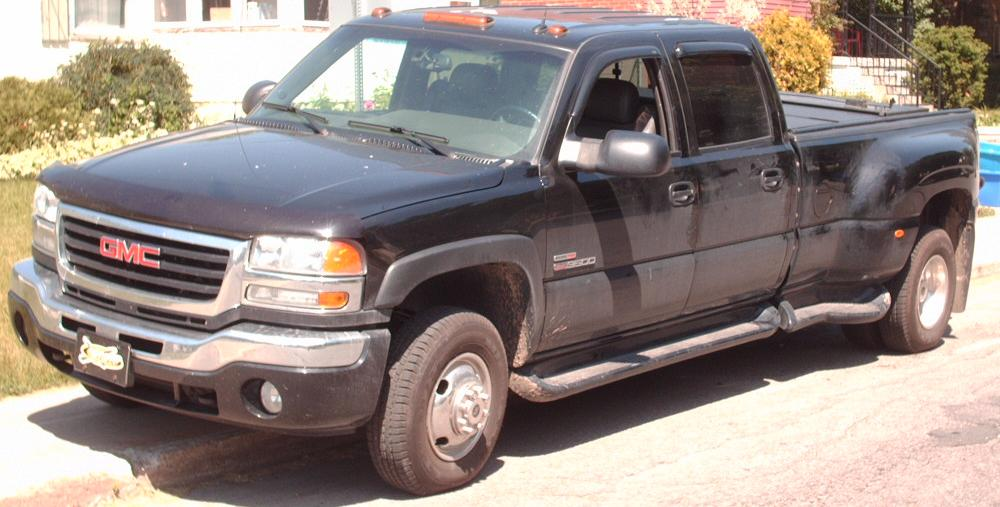
GMC Sierra 3500 HD

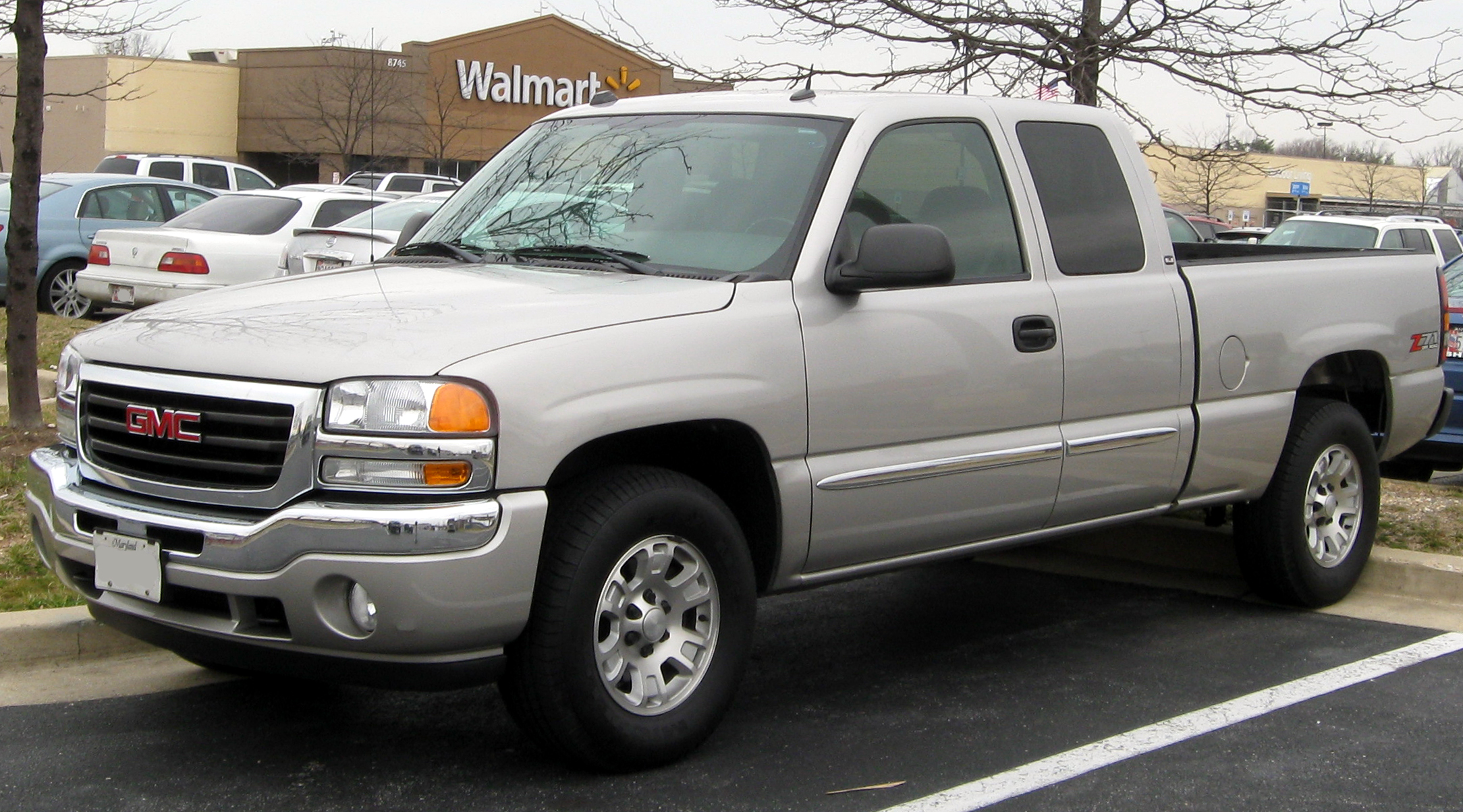
2003-2006 GMC Sierra Extended Cab

Друге покоління GMC Sierra представлено в 1998 році. Випускалось 2 моделі: звичайна (Light Duty) і важка (Heavy Duty).
Важка версія була представлена в 2001 році.

### Двигуни
1500/2500
- 4.3 л Vortec 4300 V6
- 4.8 л Vortec 4800 V8
- 5.3 л Vortec 5300 V8
- 6.0 л Vortec 6000 V8

Heavy Duty
- 6.0 л Vortec 6000 V8
- 8.1 л Vortec 8100 V8
- 6.6 л Duramax V8

## Третє покоління GMT900 (2007—2014)

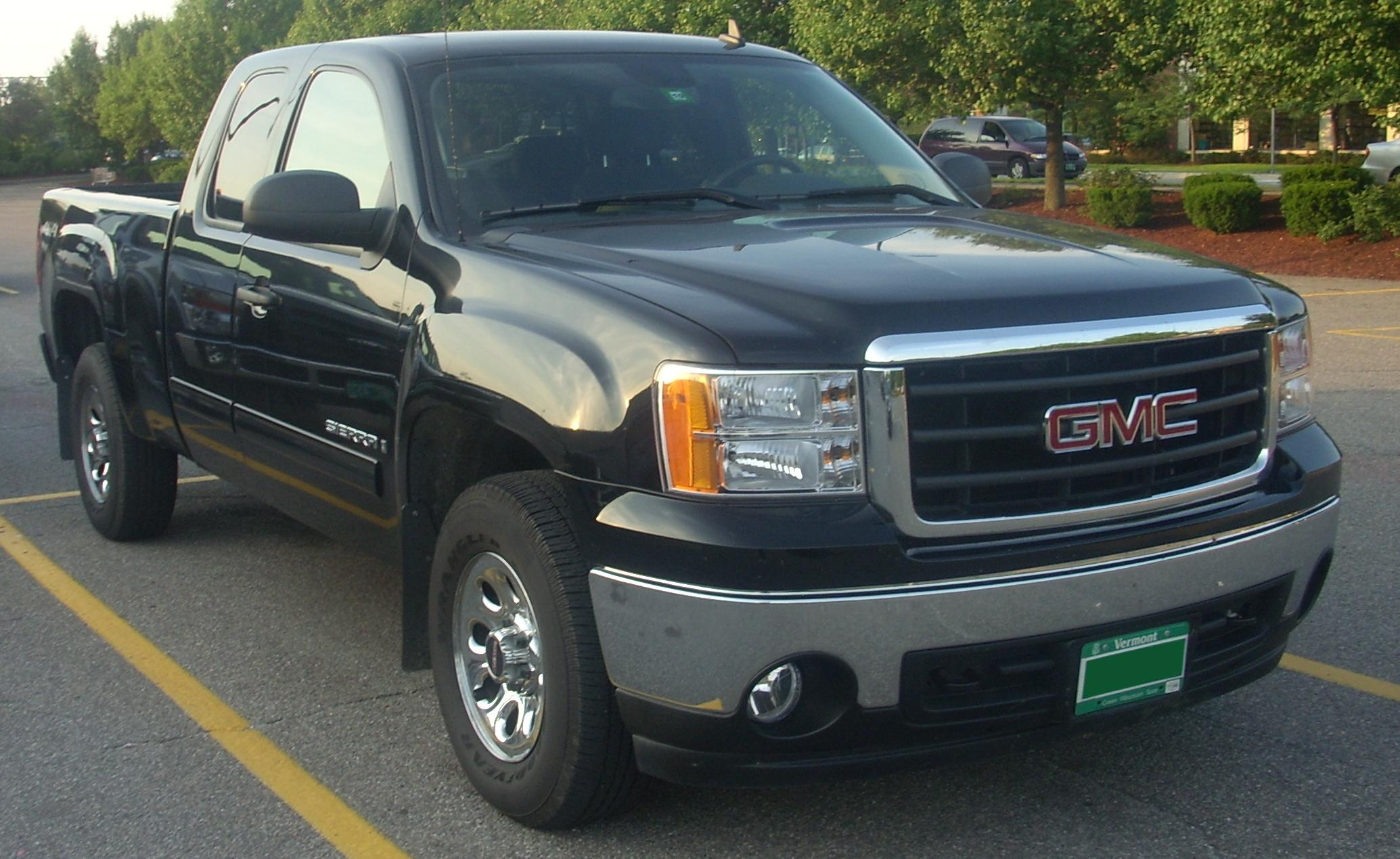
2007 GMC Sierra Extended Cab 4x4

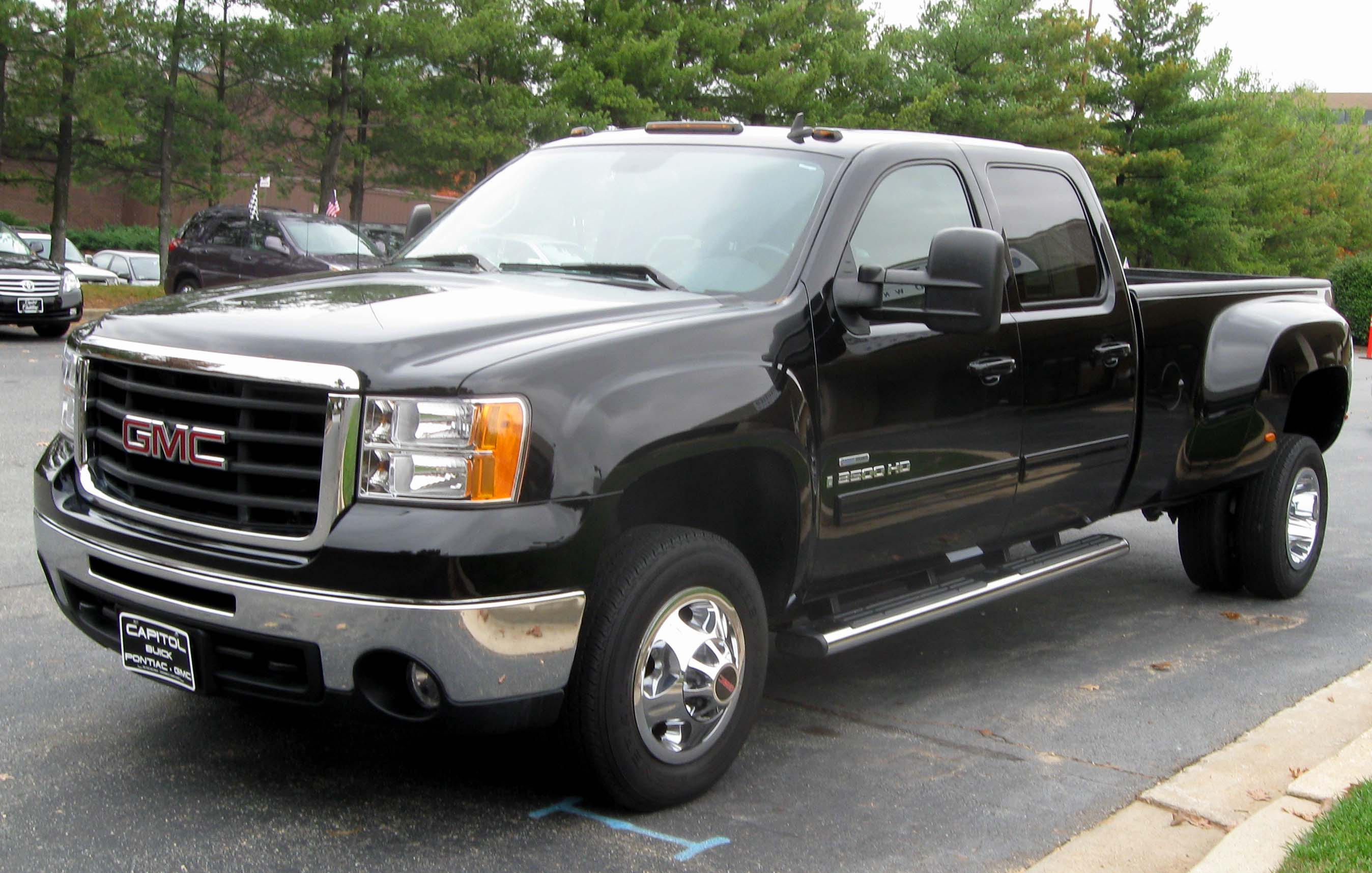
GMC Sierra 3500 HD

Третє покоління GMC Sierra було представлене в 2007 році. Було змінено все: інтер'єр, екстер'єр, форми, двигуни.

### Двигуни
1500
- 4.3 л V6 195 к.с.
- 4.8 л V8 295 к.с.
- 5.3 л V8 315 к.с.
- 6.0 л V8 360 к.с.
- 6.2 л V8 403 к.с.

2500HD/3500HD
- 6.0 л V8 360 к.с.
- 6.6 л Duramax diesel V8 397 к.с.

## Четверте покоління GMTK2XX (2013—2019)

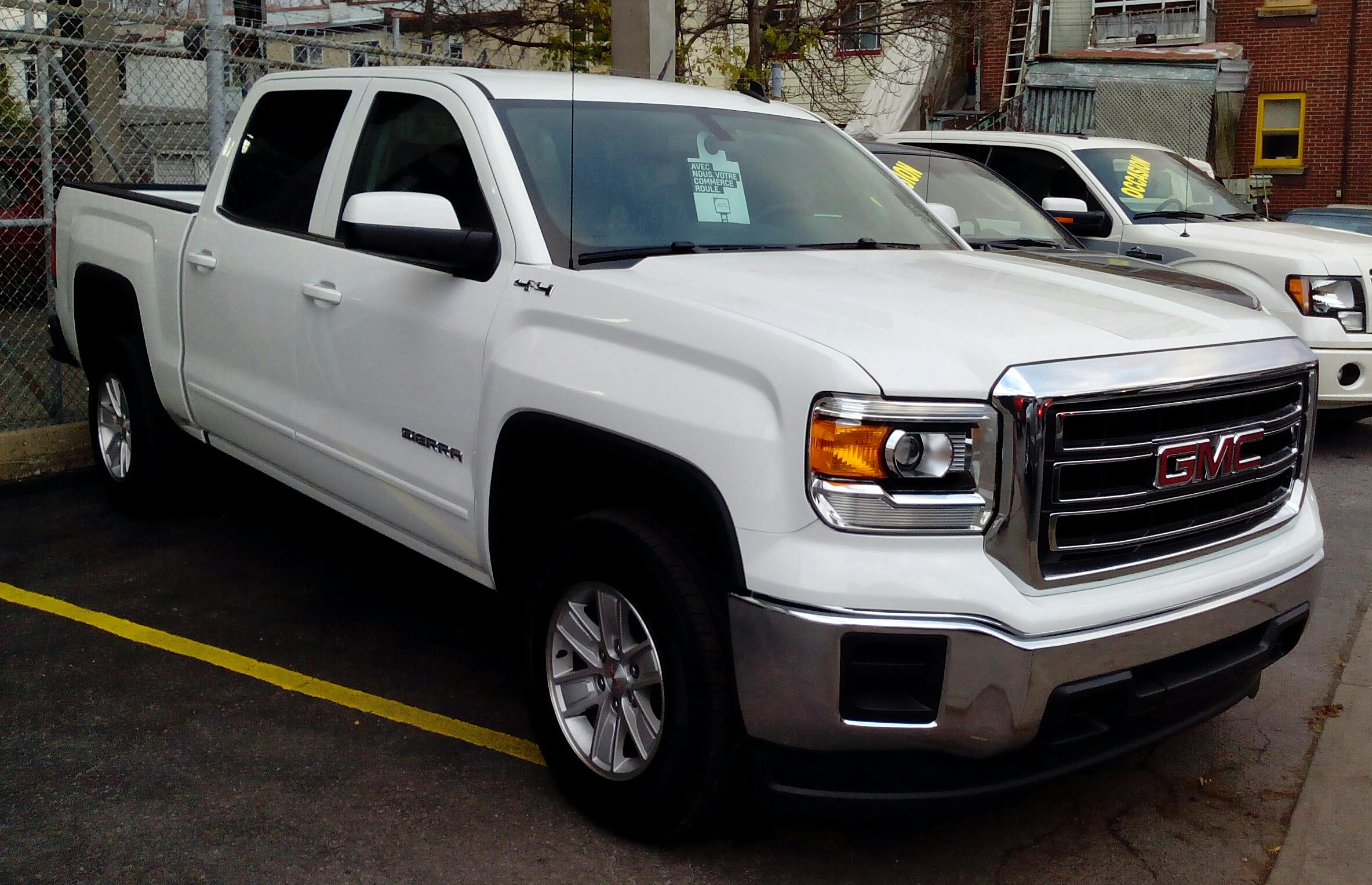
GMC Sierra 1500 4 (2013—2015)

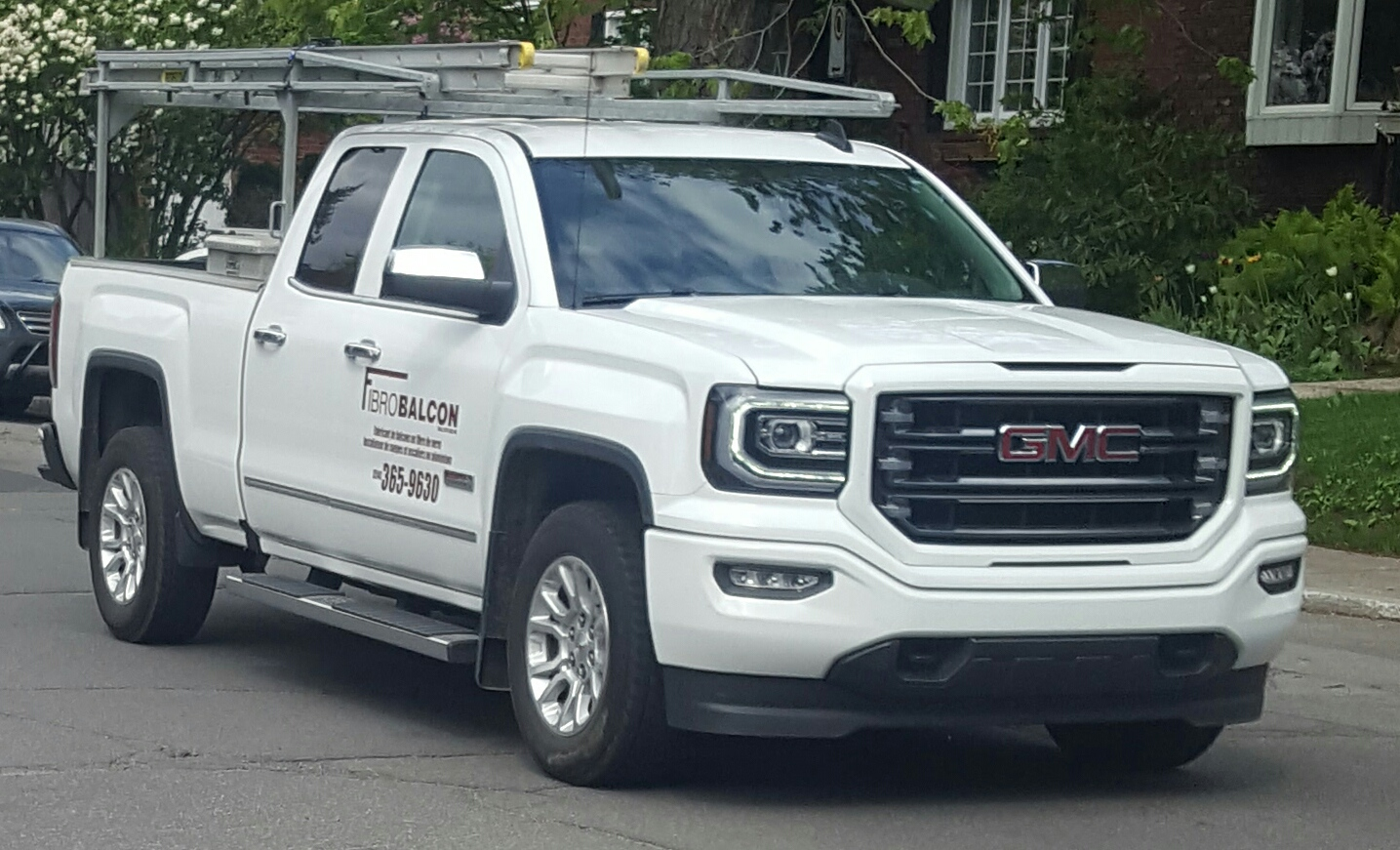
GMC Sierra 1500 4 (з 2015)

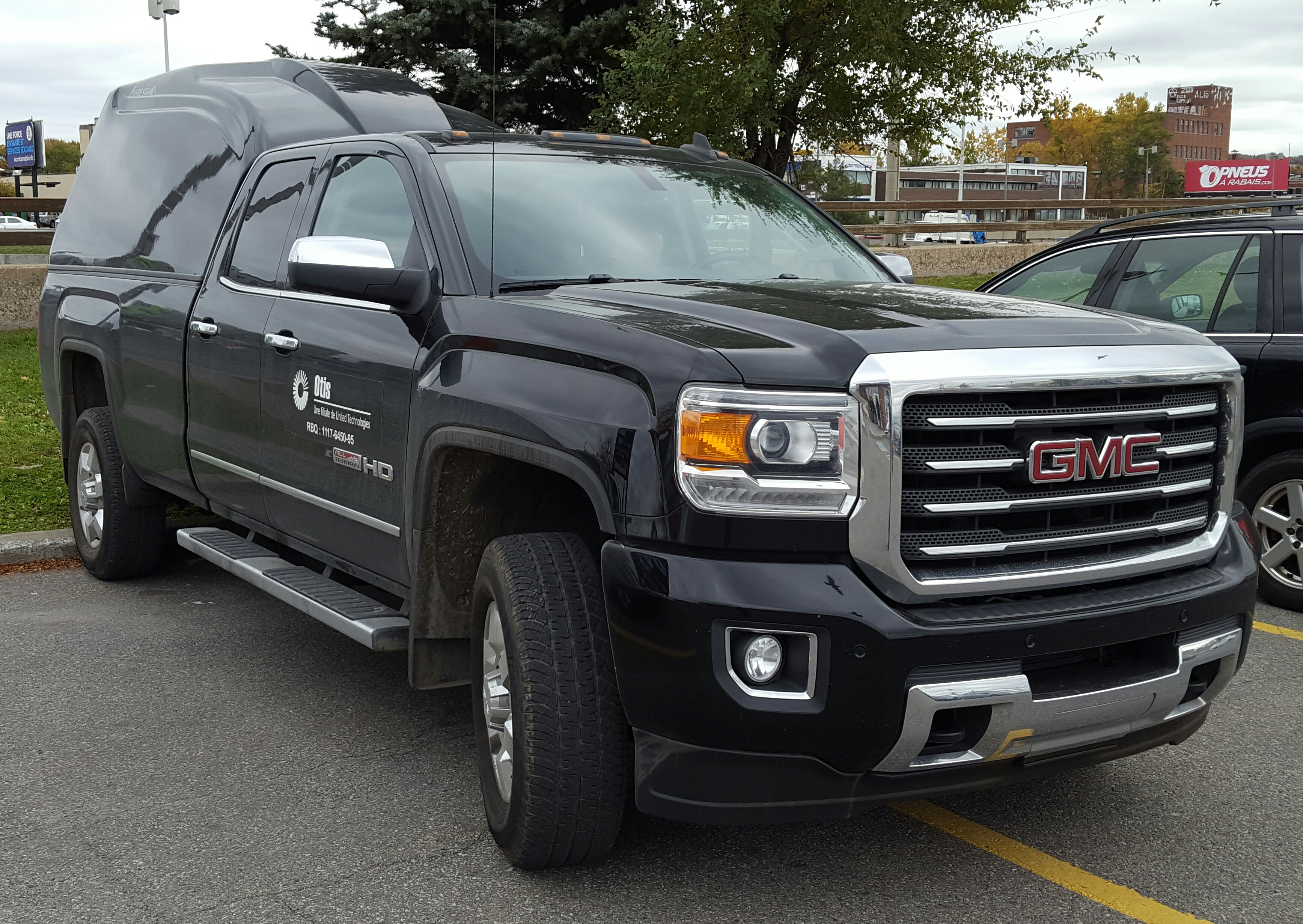
GMC Sierra 2500 HD All Terrain

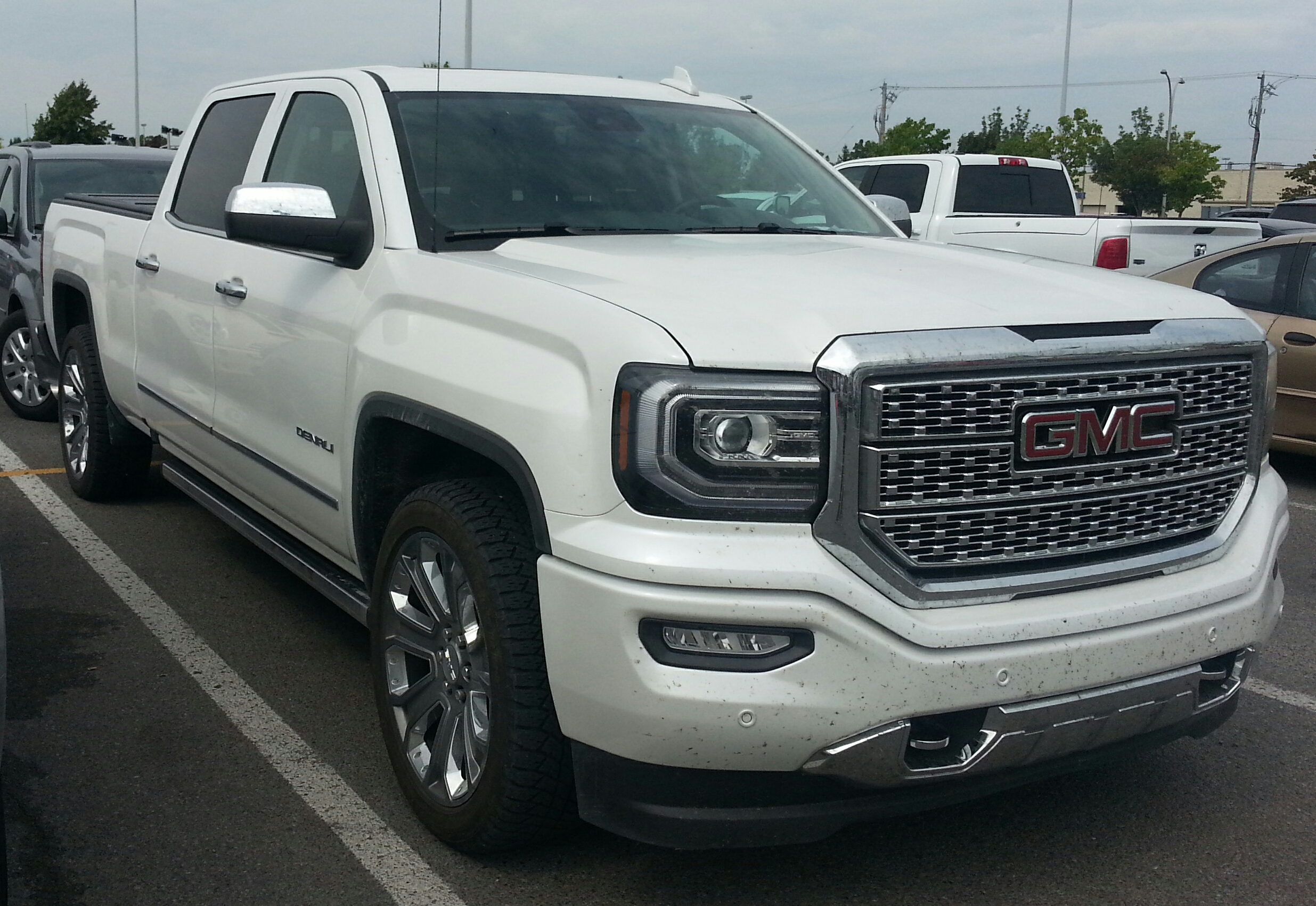
GMC Sierra 4 Denali (з 2015)

В січні 2013 року на Північноамериканському міжнародному автосалоні в Детройті представлене четверте покоління GMC Sierra разом з Chevrolet Silverado.
Автомобілі легкої серії 1500 комплектуються бензиновими двигунами сімейства EcoTec3: V6 4.3 л потужністю 285 к.с., V8 5.3 л потужністю 355 к.с. і V8 6.2 л потужністю 420 к.с. На автомобілі важкої серії 2500HD і 3500HD встановлюють бензиновий двигун V8 6,0 л Vortec потужністю 360 к.с. та турбодизель V8 6.6 л Duramax потужністю 397 к.с.

### Двигуни
1500
- LV3 EcoTec3 4.3 л V6 285 к.с.
- L83 EcoTec3 5.3 л V8 355 к.с.
- L86 EcoTec3 6.2 л V8 420 к.с.

2500HD/3500HD
- LY6 Vortec 6000 6.0 л V8 360 к.с.
- LML Duramax 6.6 л V8 397 к.с.
- L5P Duramax 6.6 л V8 445—451 к.с., 1234 Нм

## П'яте покоління GMTT1XX (2018-теперішній час)

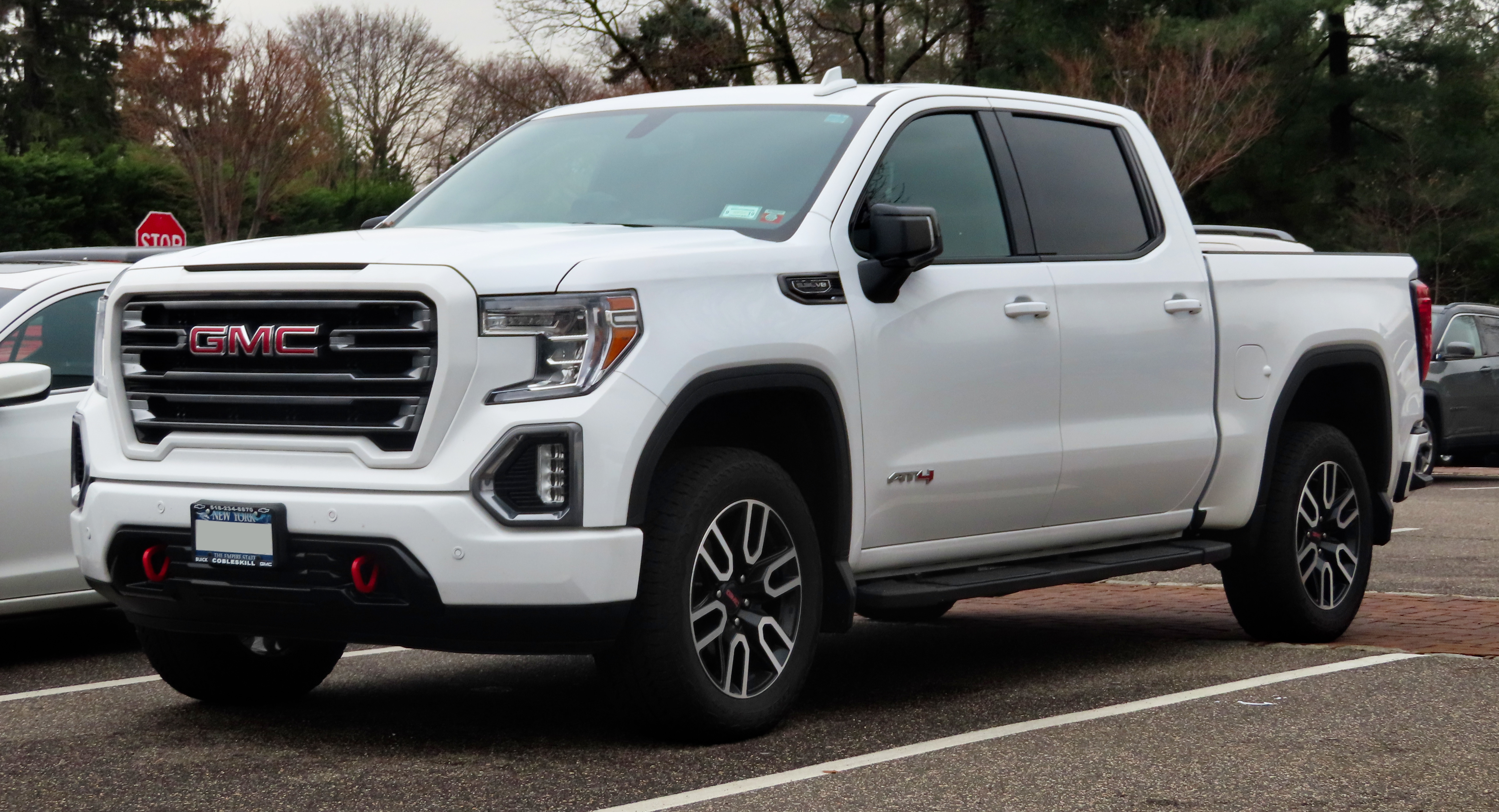
GMC Sierra 1500 (2018—2021)

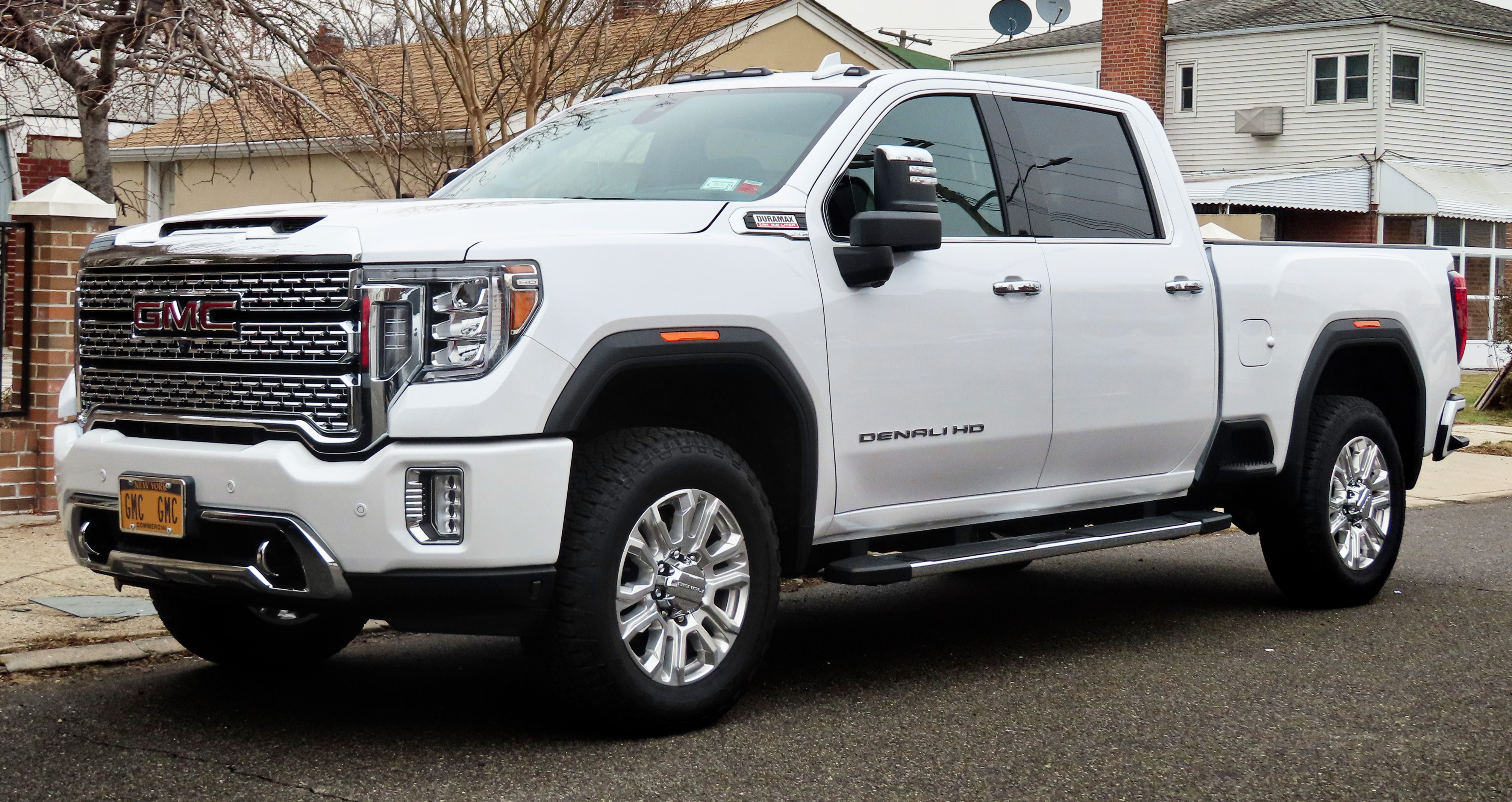
GMC Sierra 2500 HD (2018—2021)

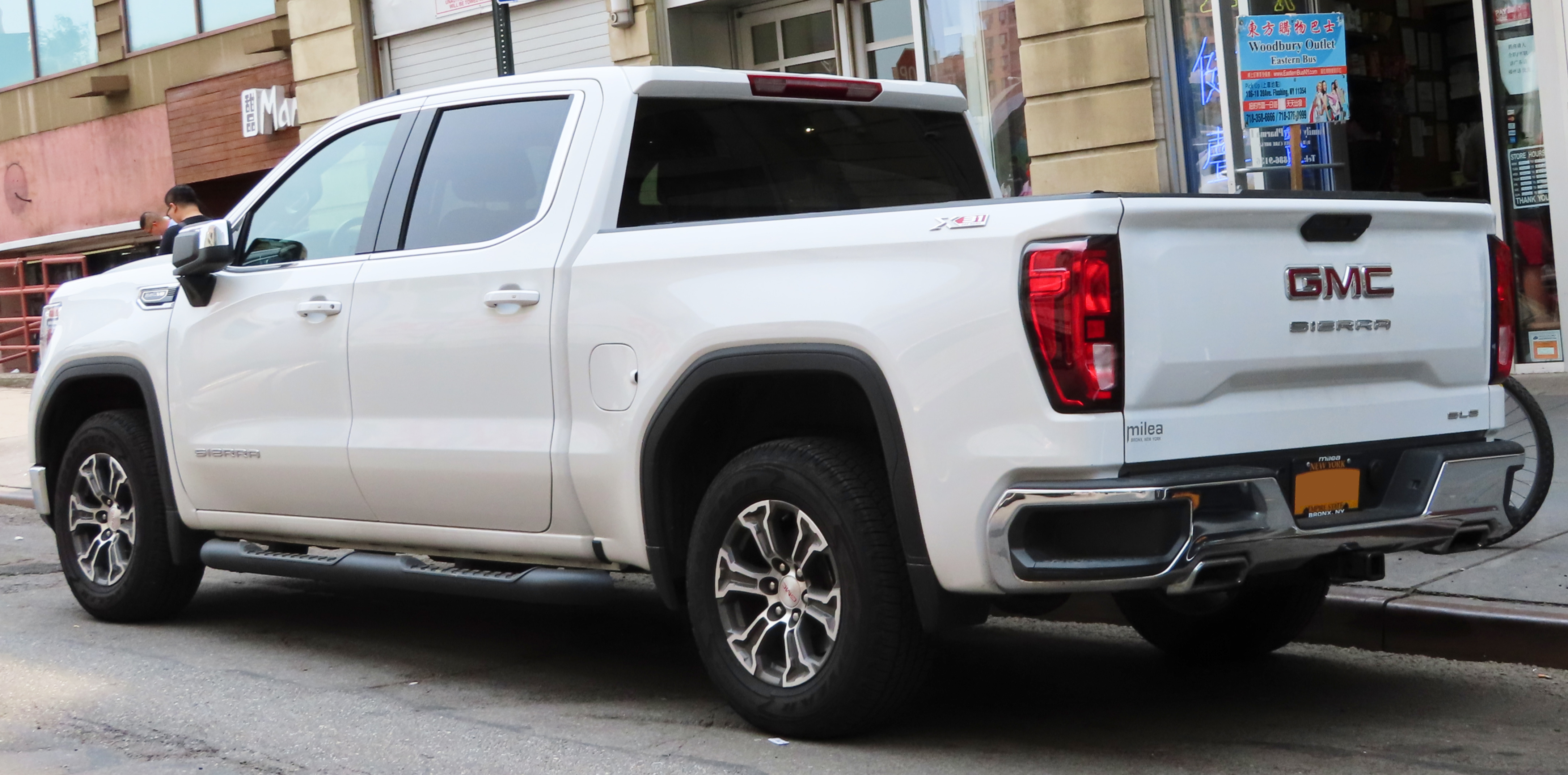
GMC Sierra 1500 (з 2018)

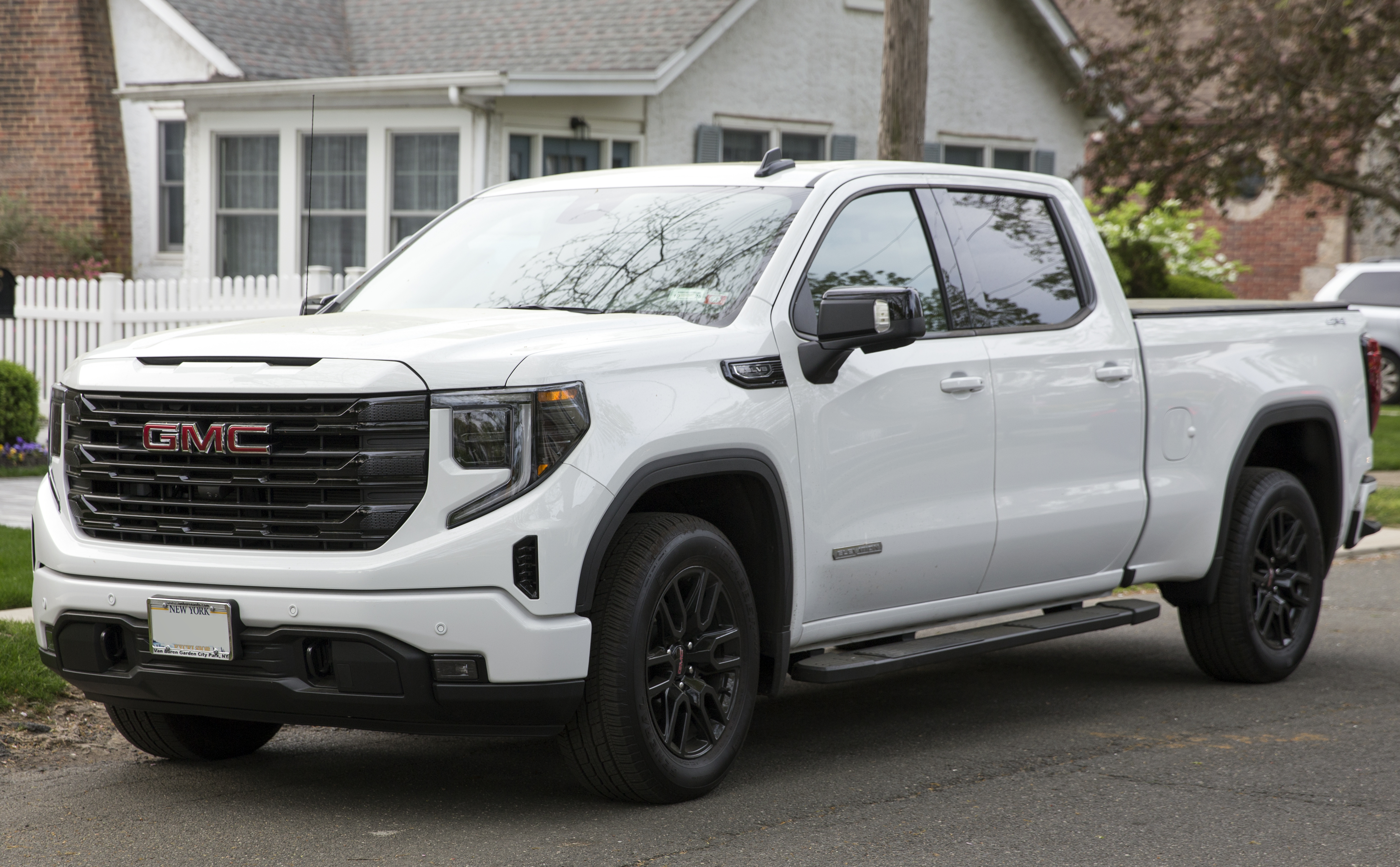
GMC Sierra 1500 (з 2021)

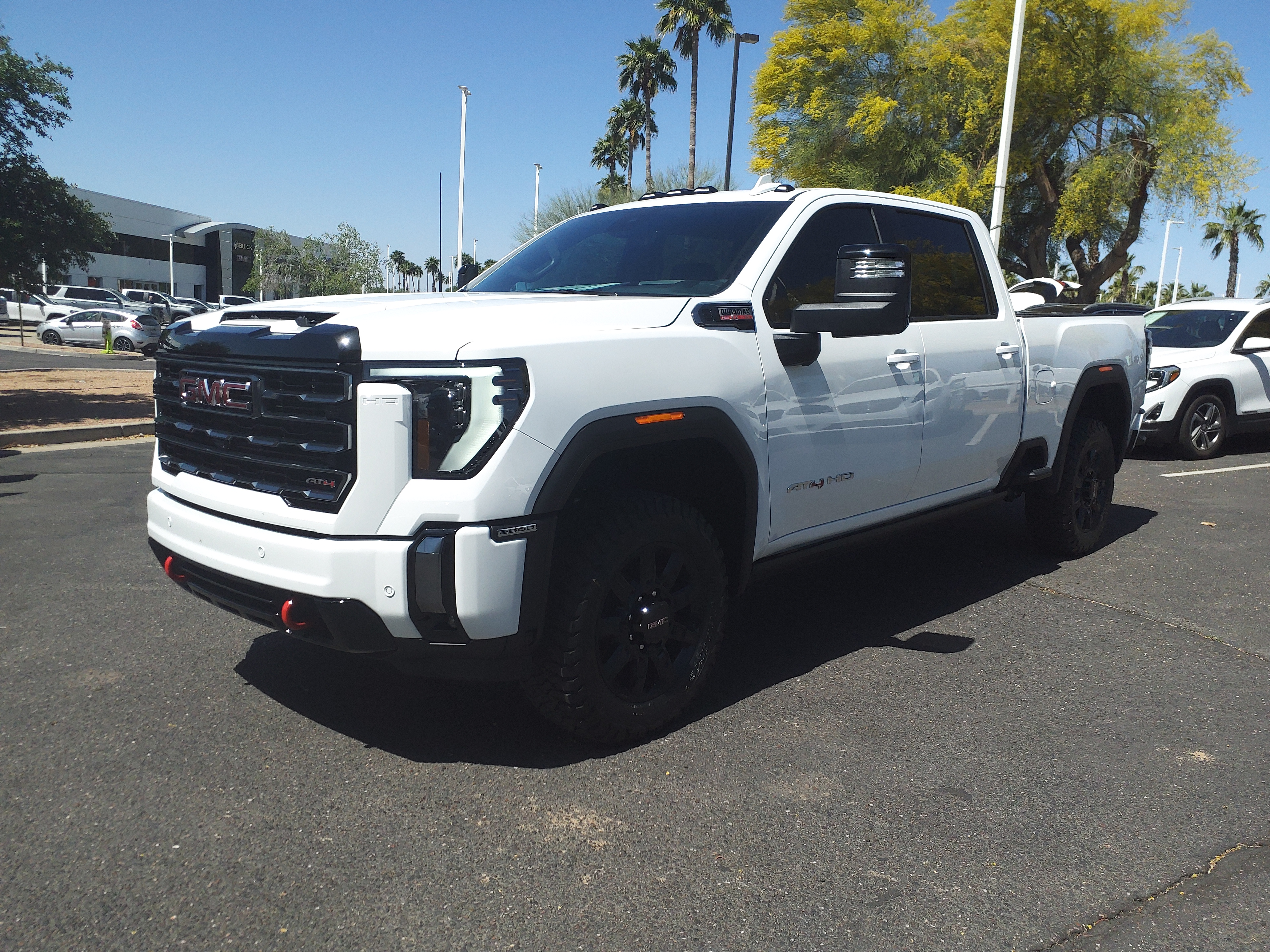
GMC Sierra 2500 HD AT4 (з 2024)

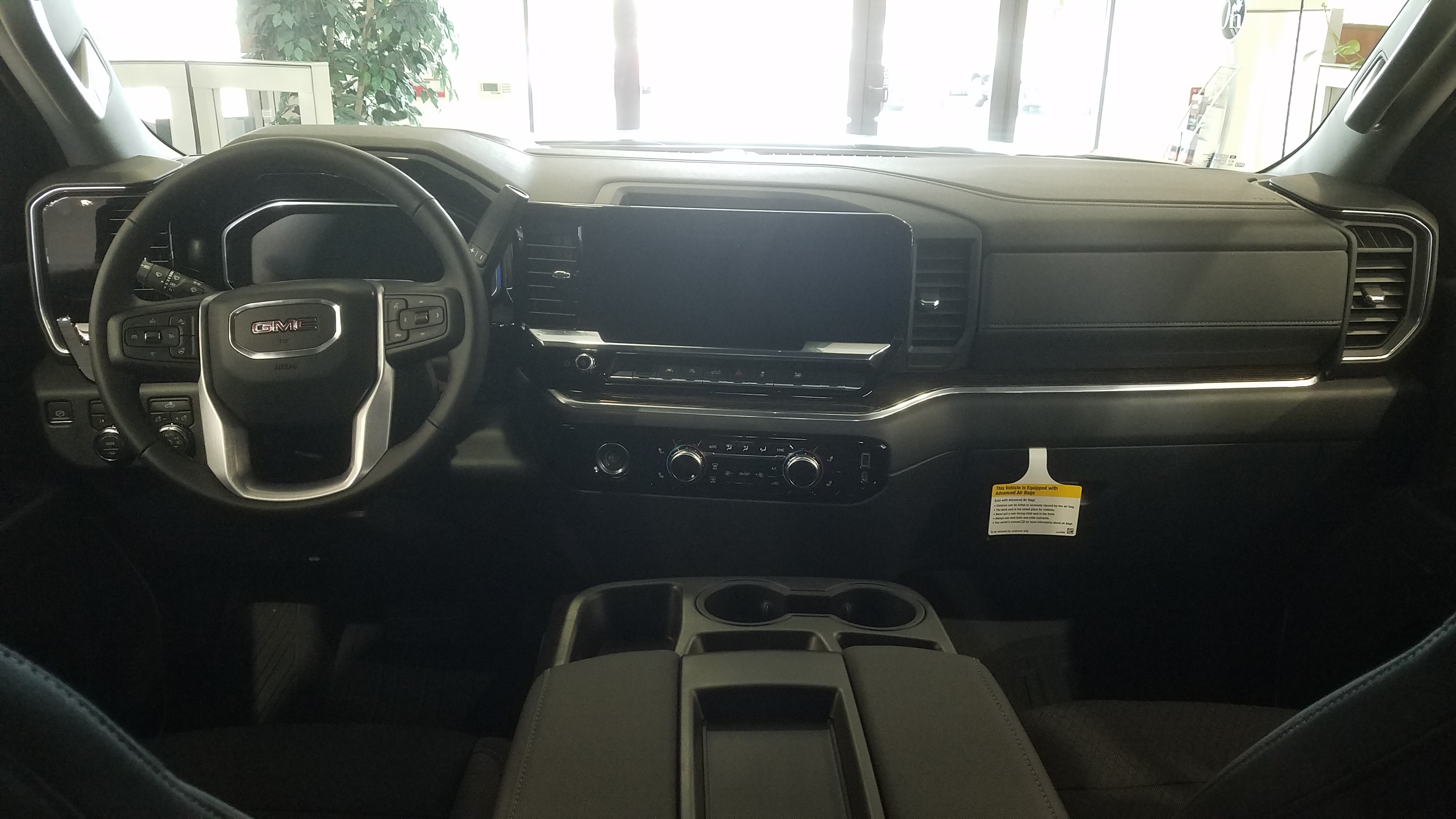

В березні 2018 року дебютував новий GMC Sierra. Автомобіль збудовано на новій платформі Т1XX.
Мотори у Сієрра: бензинові V8 5.3 л і 6.2 л з системою Dynamic Fuel Management (в залежності від навантаження такої ДВЗ може працювати на двох, трьох і далі аж до всіх восьми циліндрів), плюс рядна дизельна «шістка» Duramax 3.0 л. Агрегати 6.2 л і 3.0 л поєднуються з 10-ст. «автоматом». На Denali покупці також побачать адаптивну підвіску Adaptive Ride Control, яка підлаштовує параметри амортизаторів кожні дві мілісекунди. У продаж варіації GMC Sierra Denali і SLT надійдуть восени 2018 року.
У 2023 році з'явилась версія GMC Sierra AT4X AEV Edition для складного бездоріжжя. 

### GMC Sierra EV
У жовтні 2022 року був представлений акумуляторний електричний варіант EV. Він має максимальну потужність до 673 к.с) і забезпечує запас ходу до 400 миль. Серійне виробництво заплановано на 2024 рік.

### Двигуни
1500
- 5.3 л L82 EcoTec3 V8 355 к.с. 519 Нм
- 5.3 л L84 EcoTec3 V8 355 к.с. 519 Нм
- 6.2 л L87 EcoTec3 V8 420 к.с. 624 Нм
- 3.0 л LM2 Duramax Diesel I6 281 к.с. 624 Нм (2020-2022)
- 3.0 л LZ0 Duramax Diesel I6 309 к.с. 671 Нм (з 2023)

2500HD/3500HD
- 6.6 л L8T V8 406 к.с. 629 Нм
- 6.6 л L5P Duramax Diesel V8 451 к.с. 1234 Нм (2020-2023)
- 6.6 л L5P Duramax Diesel V8 477 к.с. 1322 Нм (з 2024)

## Продажі в США
| Рік  | Silverado | GMC Sierra | Всього  |
| ---- | --------- | ---------- | ------- |
| 1998 | 538,254   | 160,555    | 698,809 |
| 1999 | 636,150   | 208,693    | 844,843 |
| 2000 | 642,119   | 188,907    | 831,026 |
| 2001 | 716,051   | 210,154    | 926,205 |
| 2002 | 652,646   | 202,045    | 854,691 |
| 2003 | 684,302   | 196,689    | 880,991 |
| 2004 | 680,768   | 213,756    | 894,524 |
| 2005 | 705,982   | 229,488    | 935,468 |
| 2006 | 636,069   | 210,736    | 846,805 |
| 2007 | 618,259   | 208,243    | 826,500 |
| 2008 | 465,065   | 168,544    | 633,609 |
| 2009 | 316,554   | 111,842    | 428,396 |
| 2010 | 370,135   | 129,794    | 499,929 |
| 2011 | 415,130   | 149,170    | 564,300 |
| 2012 | 418,312   | 157,185    | 575,497 |

## Зноски
1. ↑  Як ми тестували GMC Sierra 2023 року. Automoto.ua. AutoMoto.ua (укр.). Процитовано 10 листопада 2023.
2. ↑  mediaOnline. Media.gm.com. 5 січня 2000. Архів оригіналу за 13 березня 2012. Процитовано 19 липня 2009.
3. ↑  mediaOnline. Media.gm.com. 3 січня 2002. Архів оригіналу за 10 березня 2012. Процитовано 19 липня 2009.
4. ↑  mediaOnline. Media.gm.com. 3 січня 2003. Архів оригіналу за 27 березня 2008. Процитовано 21 травня 2009.
5. ↑  GM Reports December Sales of 447,900, Down 9 Percent From Record Year-Ago Levels. Theautochannel.com. 17 листопада 2004. Архів оригіналу за 8 липня 2013. Процитовано 21 травня 2009.
6. ↑  Архівована копія. Архів оригіналу за 10 березня 2012. Процитовано 8 серпня 2010.{{cite web}}:  Обслуговування CS1: Сторінки з текстом «archived copy» як значення параметру title (посилання)
7. ↑  GM Media Online. Media.gm.com. 3 січня 2007. Архів оригіналу за 23 квітня 2009. Процитовано 21 травня 2009.
8. ↑  GM Media Online. Media.gm.com. 5 січня 2009. Архів оригіналу за 31 серпня 2009. Процитовано 21 травня 2009.
9. 1 2  DeliveriesDecember2010 (PDF). Архів оригіналу (PDF) за 8 липня 2013. Процитовано 10 червня 2012. [Архівовано 2013-06-17 у Wayback Machine.]
10. ↑  DeliveriesDecember2011 (PDF). Архів (PDF) оригіналу за 2 липня 2013. Процитовано 10 червня 2012.
11. ↑  Архівована копія. Архів оригіналу за 9 липня 2015. Процитовано 20 лютого 2013.{{cite web}}:  Обслуговування CS1: Сторінки з текстом «archived copy» як значення параметру title (посилання)